# Extensible Metadata Platform

ロゴ

Extensible Metadata Platform (XMP) は、ディジタルドキュメントやデータセットに付与する、標準化された、あるいはカスタムのメタデータを作成、処理、交換するためのISO規格である。この規格は、もとはアドビによって制定された。
XMPは拡張可能なメタデータの定義、生成、処理を標準化している。シリアライズしたXMPは、XMP非対応のアプリケーションがファイルを読む際に邪魔になることなく、さまざまなファイル形式に埋め込むことができる。メタデータを埋め込むことで、メタデータを別途蓄積することで起きる問題を避けることができる。XMPは、PDF、画像ファイル、画像ファイルの編集アプリケーションで使われる。

## XMPデータモデル
XMPはメタデータモデルを定義する。XMPは多くの場合、W3C Resource Description Framework (RDF) のサブセットを使ってシリアライズして蓄積される。

## XMPのシリアライズ
ファイルに埋め込まれたメタデータにより、製品、ベンダ、プラットフォームを超えて、メタデータが失われること無く、簡単にファイルを共有・受け渡すことができる。

## 対応ソフトウェア
- Windows フォト ギャラリー
- Picasa